# Andreas Angelus

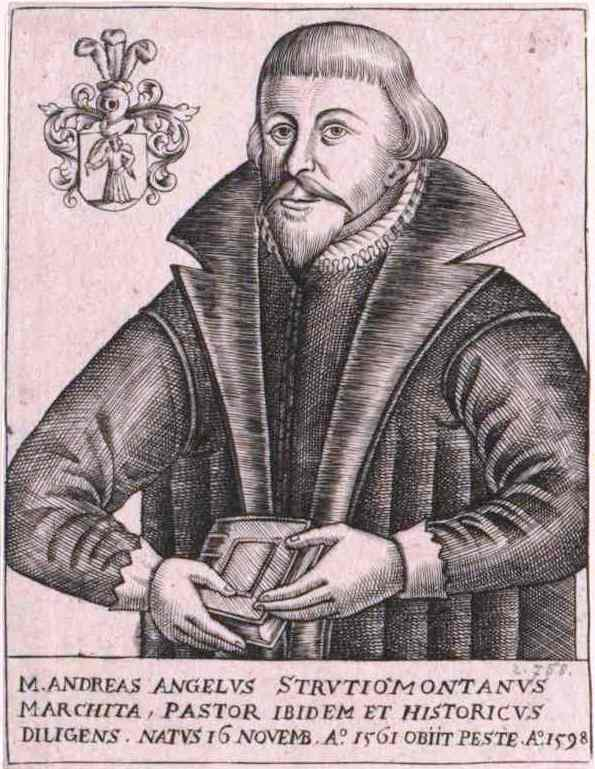
Andreas Angelus

Andreas Angelus (deutsch Andreas Engel; * 16. November 1561 in Strausberg; † 9. August 1598 ebenda) war ein deutscher Pfarrer. Bekannt wurde er als Chronist der Mark Brandenburg.

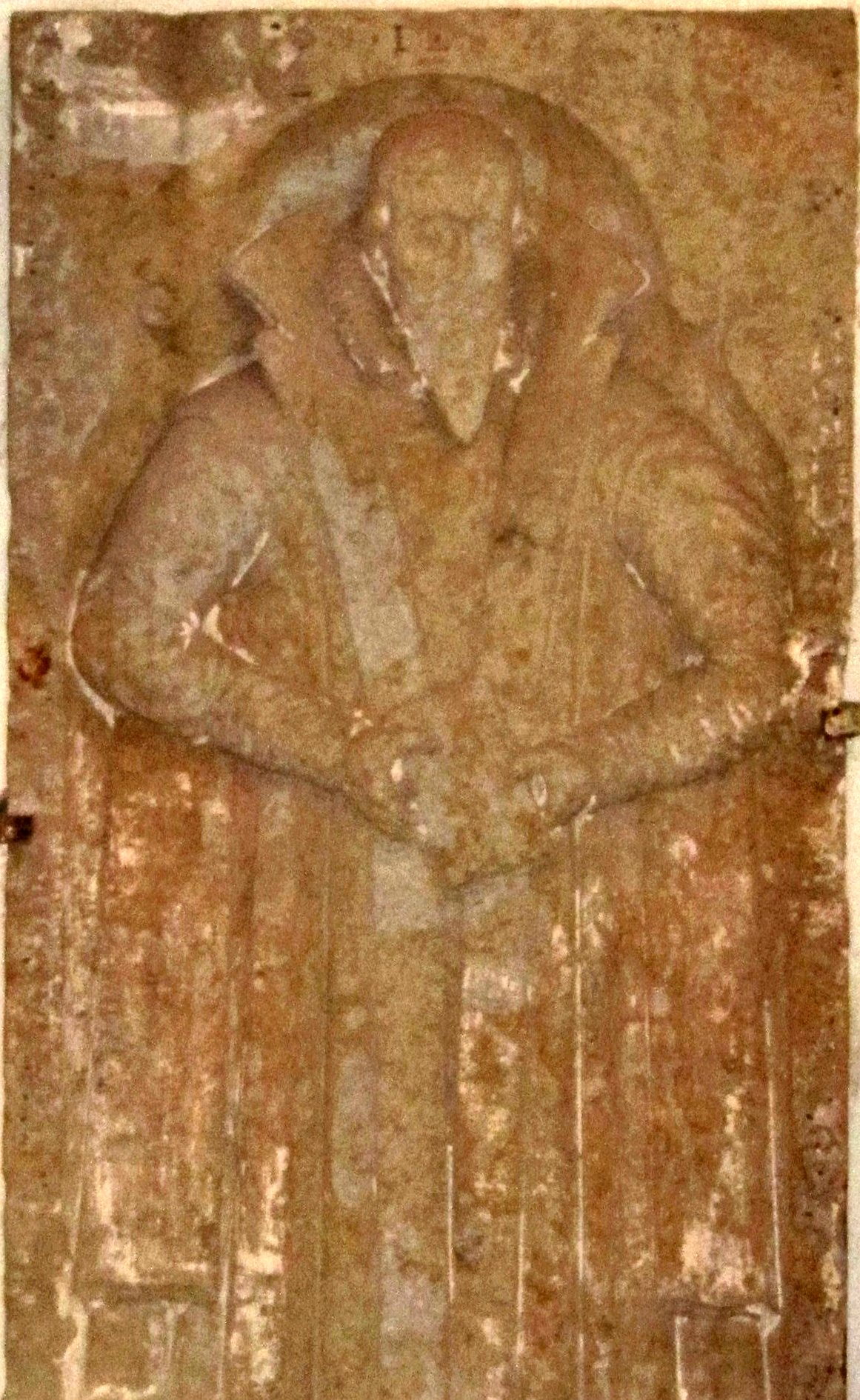
Epitaph des Chronisten Andreas Angelus in der Pfarrkirche St. Marien in Strausberg

## Leben
Als Sohn des Ratsherrn Gregorius Engels in Strausberg geboren, war er bereits im Alter von 12 Jahren an der Brandenburgischen Universität Frankfurt eingeschrieben. Seine Familie starb um das Jahr 1575 an der Pest. Daraufhin verließ er die Mark Brandenburg und ist im Jahr 1577 als Schüler des Marienstiftsgymnasium in Stettin bezeugt. Später lebte er einige Zeit in Holstein und schrieb dort eine Holsteinische Chronik. Um das Jahr 1580 ist er laut der Quellen wieder in der Mark Brandenburg in Ämtern im Schulwesen fassbar. Er war ab dieser Zeit Rektor in Strausberg, Conrektor in Brandenburg aber auch im Grauen Kloster zu Berlin als Lehrer tätig. Am 14. September des Jahres 1592 heiratete er Sabina, die älteste Tochter des Propstes Jacob Coler von St. Nikolai in Berlin und wurde im gleichen Jahr Pastor in seiner Geburtsstadt Strausberg.
Ab dieser Zeit verfasste er seine drei Werke zur Geschichte der Mark Brandenburg. Diese hatten zwar lateinische Titel, waren aber komplett in deutscher Sprache abgefasst. Sein Hauptwerk war eine umfassende Geschichte der Mark Brandenburg  unter dem Arbeitstitel Marchia. Daraus entstand das um 1593 erschienene Rerum Marchicarum Breviarum, diesem folgte zwei Jahre später eine erweiterte Fassung unter dem Titel Annales Marchiae Brandenburgicae. Angelus  zitiert in seinem Werk ca. 200 gedruckte und etwa 20 damals nur handschriftlich vorhandene Werke. Angelus selbst hatte geplant, ein dreibändiges Geschichtswerk herauszugeben. Doch wurde der dritte Teil vermutlich wegen Geldstreitigkeiten nach seinem Tod von seiner Ehefrau verbrannt. Am 9. August 1598 starb er an der Pest.

## Schriften
- Rerum Marchicarum Breviarium. Das Ist Kurtze Beschreibung der vornembsten geschichten und Historien, so sich vor und nach Christi Geburt als uber 2000 Jahren in chur und Fürstenthumb der Mark Brandenburg bis auff gegenwertiges 1593. Jahr begeben und zugetragen haben. Wittenberg 1593.Digitalisat
- Holsteinische Chronica, Darinnen ordenliche warhaftige Beschreibung, der Adelichen Geschlechter, beneben derselben Wapen, Stam[m] Register vnnd Bildnissen: so wol auch, wie in einem Register angezeigt, Woher die Städte den Namen haben, wo, oder an welchem Ort sie gelegen, Wenn, und von wem sie erbawet, und mit StadtRecht bewidmet worden. Sampt einem nützlichen Bericht, wie mannlich und tapfer sich der Adel und die Stedte in Krieges und anderen leufften erwiesen, und was sie für Fewers Noth ausgestanden. Aus glaubwirdigen Scribenten mit fleiß zusammen getragen, vnd in Druck verfertigt, Durch M. ANDREAM ANGELUM Struthiomont. Erster Theil M.D.XCVII. CVM PRIVILEGIO (1597) In Verlegung Henningi Grossen (Henning Große) Buchhändlers zu Leipzig. Digitalisat
- Annales Marchiae Brandenburgicae, das ist ordentliche Verzeichnis und Beschreibung der fürnemsten und gedenckwirdigsten Märkischen Jahrgeschichten und Historien, so sich vom 416. Jahr vor Christi Geburt bis aufs 1596 Jahr zugetragen haben. Frankfurt a. d. Oder 1598. Digitalisat